# William Jones (canottiere)
William Jones (Paysandú, 6 dicembre 1924 – Inverness, 7 agosto 2014) è stato un canottiere uruguaiano.

## Palmarès

### Olimpiadi
- Bronzo a Londra 1948 nel due di coppia.